# Grebaštica
Grebaštica är en ort i Kroatien.   Den ligger i staden Grad Šibenik och länet Šibenik-Knins län, i den södra delen av landet, 240 km söder om huvudstaden Zagreb. Grebaštica ligger 25 meter över havet och antalet invånare är 897.
Terrängen runt Grebaštica är huvudsakligen kuperad, men åt nordväst är den platt. Havet är nära Grebaštica västerut. Runt Grebaštica är det ganska tätbefolkat, med 65 invånare per kvadratkilometer. Närmaste större samhälle är Šibenik, 12,1 km nordväst om Grebaštica. 